# Teenage Caveman
Pour le film de Roger Corman, voir Teenage Cave Man.
Pour plus de détails, voir Fiche technique et Distribution.
Teenage Caveman est un téléfilm américain réalisé par Larry Clark et sorti en 2002.

## Synopsis
Dans un futur post-apocalyptique, les quelques survivants d’une catastrophe naturelle mondiale survivent dans des grottes, revenus à l’âge de pierre. L’amour physique est proscrit, considéré comme une dégradation de l’humain. L’Ancien monde, celui de la technologie, n’est plus alors qu’un lointain souvenir idéalisé. Une poignée d’adolescents s’échappent de la tribu, évitant à l’un des leurs une mort certaine. C’est alors qu’ils sont recueillis, dans les vestiges de la civilisation passée, par deux jeunes gens.

## Fiche technique
- Titre : Teenage Caveman
- Réalisateur : Larry Clark
- Scénario : Christos N. Gage
- Production : Stan Winston, Lou Arkoff et Colleen Camp
- Musique : Zoe Poledouris
- Image : Steve Gainer (en)
- Montage : Daniel Kahn
- Décors : Jerry Fleming
- Date de sortie vidéo : 3 avril 2002 en France

## Distribution
- Andrew Keegan : David
- Tara Subkoff : Sarah
- Richard Hillman : Neil
- Tiffany Limos : Judith
- Stephen Jasso : Vincent
- Crystal Grant : Elizabeth
- Shan Elliot : Joshua

## Commentaires
- Le début de Teenage Caveman s’inspire du film homonyme de 1958, produit par Samuel Z. Arkoff et réalisé par Roger Corman. L’intrigue est cependant très différente.
- Ce téléfilm fait partie d'une série de téléfilms produite par Stan Winston, Lou Arkoff et Colleen Camp en 2001 qui rend hommage aux films de monstres de années 1950. C’est également une vitrine pour mettre en avant le studio d’effets spéciaux de Stan Winston, célèbre pour avoir donné à des films à grand spectacle des trucages d’anthologie (Terminator, Jurassic Park, A.I. Intelligence artificielle...). Les créatures sont véritablement les stars de cette anthologie, qui comprend également She Creature, Earth Vs. the Spider, The Day the World Ended et How to Make a Monster.
- Larry Clark signe ici sa première incursion dans le genre de l’horreur. La patte de l’auteur est malgré tout bien présente : il est avant tout question d'une histoire d’adolescents au contact de la sexualité et des drogues, empêtrés dans des conflits qu'ils n'ont pas la maturité pour gérer.
- Deux des acteurs de Ken Park, réalisé par Larry Clark en 2002, sont présents : Tiffany Limos et Stephen Jasso.